# Cabeço do Goularte
O Cabeço do Goularte é uma elevação portuguesa localizada na freguesia açoriana da Praia do Norte, concelho da Horta, ilha do Faial, arquipélago dos Açores.
Este acidente geológico encontra-se geograficamente localizado próximo do Vulcão dos Capelinhos, à Praia do Norte encontra-se relacionado com a elevação do Cabeço Verde do qual faz parte ao se encontrar na zona de escórias vulcânicas que dão forma a esta parte da ilha.
O Cabeço do Goularte encontra-se assim numa zona de lavas e bagacinas geologicamente recentes quase à entrada da localidade do Praia do Norte e próximo ao Cabeço do Fogo.
Esta formação geológica localiza-se a 262 metros de altitude acima do nível do mar.